# Surrounding Gate Transistor
Surrounding Gate Transistor o in breve SGT è una nuova tecnologia per transistor 3D ideata dalla giapponese Unisantis Electronics e dall'Institute of Microelectronics di Singapore.
Il capo del progetto della durata di 24 mesi è Fujio Masuoka.
Il transistor dovrebbe operare a frequenze tra i 20 e  i 50 GHz, offrendo anche meno dispersione di calore grazie alla sua configurazione geometrica.